# 와타나베 슈토
와타나베 슈토(일본어: 渡邉 柊斗, 1997년 1월 28일~)는 일본의 축구 선수이다.

## 구단 경력
그는 2019년 J1리그의 나고야 그램퍼스에 입단했다. 2021년 J2리그의 미토 홀리호크로 이적했다. 2022년부터 2023년까지 일본 풋볼 리그의 베르스파 오이타와 FC 마루야스 오카자키에서 뛰었다. 2024년 일본 지역 리그의 베로스크로노스 쓰노로 이적했다. 2024년후 현역 은퇴.